# Ramatroban
Ramatroban é um antagonista dos receptores de tromboxano.